# Кавітаційне зношування

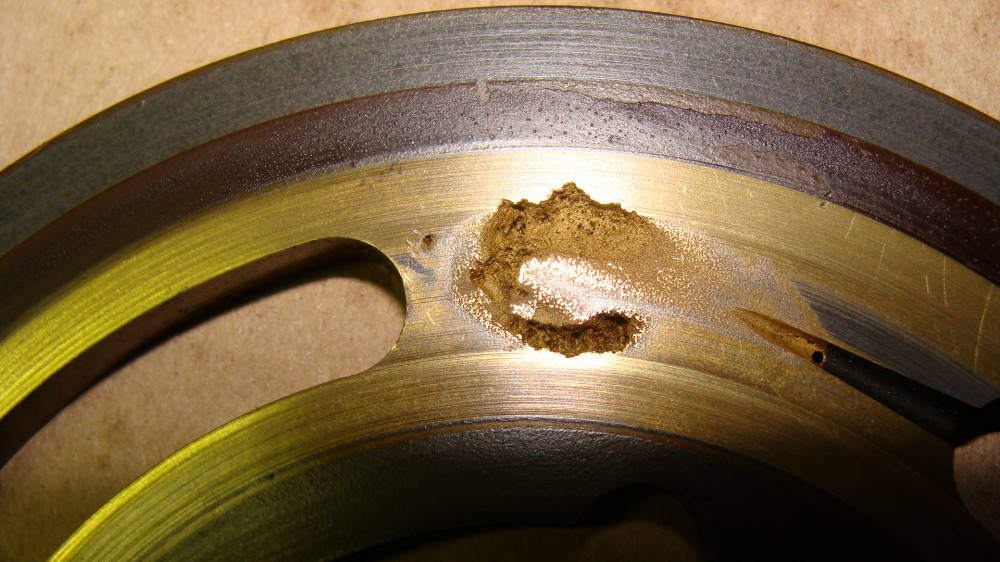
Пошкодження пластини клапана аксіально-поршневого гідронасоса в результаті кавітаційного зношування

Кавітаці́йне зно́шування (руйнува́ння) — механічне зношування в умовах руху твердого тіла в рідині, під час якого бульбашки газу дезінтегруються (руйнуються, вибухають) поблизу поверхні, що призводить до створення локального високого ударного тиску чи високої температури. Кавітаційні руйнування мають локальний характер і проявляються в утворенні місцевих заглибин і каверн.

## Природа явища
Кавітаційне зношування зумовлене тим, що у швидкісному потоці рідини при його звуженні або за наявності перешкоди на його шляху тиск може зменшитись до значення, яке відповідає тиску насиченої пари за даної температури. При цьому може статися розрив суцільного потоку. Порожнини, що утворюються, заповнюються парою або газами, які виділяються з рідини. Парогазові бульбашки розмірами порядку десятих часток міліметра, що утворилися, переміщуючись разом із потоком, потрапляють у зони високих тисків. Пара конденсується, гази розчиняються і в порожнину, що утворилася з великим прискоренням, потрапляють частинки рідини, відбувається відновлення суцільності потоку, яке супроводжується ударом.
Кавітаційне зношування проявляється в наступному. Під дією ударів поверхня металу починає деформуватися і піддаватися наклепу; з'являються лінії зсуву, проявляються межі окремих зерен. Багаторазово повторювані удари викликають знеміцнення і наклеп матеріалу на окремих мікроділянках, що супроводжуються зародженням тріщин. Руйнується у першу чергу найменш міцна структурна складова (в сталях — ферит, в чавунах — графітові включення). Потім може наступити викришування і міцніших компонентів. Руйнування розвивається в межах зерен або на їх границях в залежності від міцності зерен та зв'язку між ними.
Агресивні середовища (наприклад, морська вода) сприяють збільшенню інтенсивності кавітаційного зношування. Швидкість кавітаційного зношування може в сотні разів і більше перевищувати швидкість корозійного руйнування поверхневого шару.
Інтенсивність кавітаційного зношування залежить від температури, властивостей рідини і матеріалу деталей. Вплив в'язкості рідини на кавітаційне зношування незначне. Зі збільшенням поверхневого натягу рідини зношування відбувається інтенсивніше.

## Прояв кавітаційного зношування
Кавітаційному зношуванню (руйнуванню) підлягають трубопроводи, гідродвигуни, лопаті гідравлічних турбін і насосів, гребні гвинти, зовнішні поверхні циліндрів двигунів внутрішнього згорання тощо.
Явище кавітації викликає вібрації, удари та струшування, котрі призводять до ослаблення кріпильних елементів, обривання болтів, зминання різі, руйнування ущільнень і втомного руйнування з'єднань.
Кавітація зменшує ККД машин і гребних гвинтів і безпосередньо викликає руйнування поверхонь деталей у зоні її дії. Вона сприяє закупореною розпилювачів форсунок двигунів внутрішнього згорання.
Попередити кавітацію можна, проектуючи гідромеханічну систему так, щоб у всіх точках потоку тиск не був нижчим тиску пароутворення. Додавання у воду речовин, які утворюють емульсії (масла й емульгатори), зменшує поверхневий натяг і, відповідно, кавітаційне зношування. Воді температурою 50°С відповідає найбільша інтенсивність зношування.
Відхилення від обтічної форми і нерівності, що утворилися внаслідок кавітаційного зношування, призводять до появи вихорів і відхиляння струменів від стінок робочих каналів. Це сприяє виникненню або посиленню кавітації.

## Стійкість матеріалів до кавітаційного зношування
Кавітаційна стійкість матеріалу визначається його складом і структурою. Підвищення вмісту вуглецю у вуглецевій сталі збільшує її стійкість, але, починаючи з 0,8 % C, вона починає зменшуватись. Нікель і хром у сталі теж підвищують її стійкість. Поверхневе зміцнення (гартування з нагріванням СВЧ, цементація) значно підвищують кавітаційну стійкість сталей. Те ж саме можна сказати і про покриття хромом. Латунь теж дуже стійка до кавітаційного зношування завдяки своїм властивостям. Добру кавітаційну стійкість мають гумові покриття.

## Вібраційна кавітація
При коливаннях твердого тіла відносно рідини або рідини відносно твердого тіла тиск у рідині на межі поділу рідини і твердого тіла може зменшитись і викликати утворення кавітаційних бульбашок. Умови вібраційної кавітації (так іноді називають це явище) залежать від зовнішнього тиску на систему і ступеня насичення рідини повітрям.
Вібраційну кавітацію можуть викликати звукові (ультразвукові) коливання. Звукові хвилі прискорюють окислювально-відновлювальні реакції, визначають внутрішньомолекулярні перегрупування речовин, підсилюють диспергування, прискорюють процеси мийки і знежирення поверхонь і викликають коагуляцію дрібних частин. При вібрації не виключається кавітація в тонкому змащувальному шарі між поверхнями, яка може призвести до викришування матеріалу підшипників ковзання, зубів коліс і поверхонь інших деталей.
Вібраційна кавітація проявляється, наприклад, і в двигунах внутрішнього згорання, особливо на зовнішніх поверхнях гільз у результаті їх коливань від ударів поршня. Знос від кавітації зовнішньої стінки гільзи може бути в 3…4 рази більшим, ніж знос внутрішньої поверхні від взаємодії з поршневими кільцями. Велику небезпеку становить при цьому кавітаційне руйнування опірних поясків гільз і блока циліндрів, що призводить до проникнення охолоджувальної рідини в порожнину циліндра і картер двигуна.